# Vorarlberger Brauchtum
Das Vorarlberger Brauchtum beschreibt Bräuche, Sitten und Feste, die im österreichischen Bundesland Vorarlberg gepflegt und gefeiert werden. Diese unterscheiden sich größtenteils von den Bräuchen im Rest Österreichs, da Vorarlberg dem alemannischen Kulturkreis angehört. Dennoch sind wesentliche Bräuche traditionell katholisch bestimmt, da 78 % der Bevölkerung Vorarlbergs der römisch-katholischen Kirche angehören.
Dementsprechend werden auch die Bräuche während des Jahres in ein wirtschaftliches, ein bäuerliches und ein kirchliches Jahr eingeteilt. Ebenso können bestimmte Bräuche in den Lebenskreis (einmalig im Leben eines Menschen vorkommende Ereignisse) und den Jahreskreis (periodisch wiederkehrende Bräuche) eingeteilt werden.

## Brauchtum im Jahreskreis
Um einen Überblick zu bewahren, wurden die hier vorkommenden Feste und Bräuche nach dem Datum geordnet, beginnend am ersten Tag des Jahres und endend mit dem Silvesterfest am 31. Dezember. Das bäuerliche Jahr beginnt traditionell mit dem 11. November, also an Martini, dem ursprünglichen Zahltag der Landwirte. Das kirchliche Jahr beginnt mit der Adventszeit, wie im Christentum allgemein üblich. Diese Aufzählung orientiert sich jedoch am wirtschaftlichen Jahr, das am 1. Jänner beginnt.

### Neujahr anwünschen
’s Neujohr Ahwünscha ist eine sehr alte Tradition im ländlichen Vorarlberg. Am 1. Januar jedes Jahres wird den Nachbarn und Verwandten das Neue Jahr „angewünscht“. Das heißt konkret, dass insbesondere Kinder den Menschen, die ihnen nahestehen, ein gutes neues Jahr sowie Glück und Segen wünschen. Meistens geschieht dies in Form eines kleinen Spruchs oder eines Gedichts. Oft bekommen die Kinder dann eine Kleinigkeit geschenkt, früher war das oft etwas Süßes. Auch die erwachsenen Vorarlberger wünschen sich gegenseitig traditionell Glück für das kommende Jahr, weshalb die Zeit vom 1. bis zum 6. Jänner oft für Verwandtschaftsbesuche genützt wird.

### Fasching
In Vorarlberg beginnt die Faschingszeit (oder auch Fasnacht) wie fast überall mit dem 11. November und erstreckt sich bis zum Aschermittwoch. In Vorarlberg wird eine Form der Schwäbisch-Alemannischen Fastnacht mit großen Faschingsumzügen und etlichen Bällen gefeiert. Der Fasching genießt in ganz Vorarlberg einen hohen Stellenwert bei der Bevölkerung und wird dementsprechend ausgelassen gefeiert.
Ein besonderer Vorarlberger Faschingsbrauch ist das Bratenstehlen am schmotzigen Donnerstag (Dialekt: gumpiga Donschtig von gumpa – auf- und abhüpfen). Dieser Brauch reicht bis ins 13. Jahrhundert zurück, wo es den Narren erlaubt wurde, vor Beginn der Fastnacht den Braten aus der Klosterküche zu stehlen. Heute wird der Braten von Angehörigen der Faschingszunft zubereitet und von Mitgliedern der Faschingszunft gestohlen. Es kommt jedoch vor, dass Scherzbolde etwas in den Braten mischen oder den Braten von unbescholtenen Personen stehlen.
Bräuche wie die Guggenmusik wurden aus der benachbarten Schweiz übernommen.

### Funkenfeuer

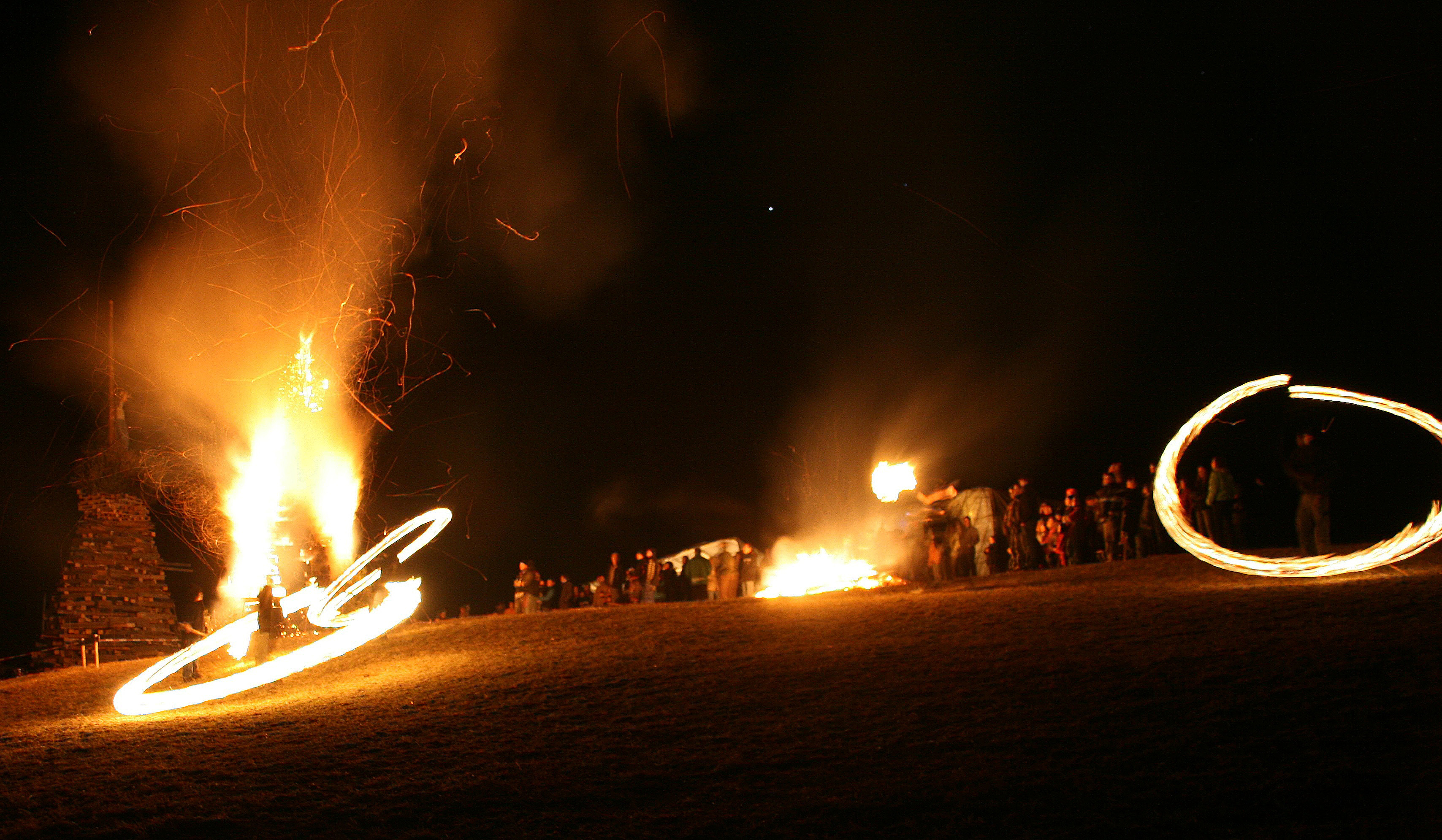
Funkenfeuer am Oberfallenberg in Dornbirn

In Vorarlberg ist die Tradition des Funkenfeuers weit verbreitet. Beinahe überall im Land werden in den Nächten vom Samstag auf den Funkensonntag oder von jenem auf den darauf folgenden Montag große Scheiterhaufen – genannt Funken – abgebrannt. Dieser Brauch wird als Volksfest gefeiert und soll dem alten Volksglauben nach den Winter austreiben. Mittlerweile hat sich das Funkenfeuer in nahezu jeder Gemeinde Vorarlbergs etabliert und es wurden zahlreiche Funkenzünfte gegründet. Diese bereiten oft einen zweiten, kleineren Funken vor, der Kinderfunken genannt wird und bereits am Nachmittag bzw. am frühen Abend entzündet wird, während der Funken selbst normalerweise erst nach Einbruch der Dunkelheit angezündet wird. Zugleich mit dem Funkenfest wird meistens auch noch eine Art Showprogramm geboten, das sind Feuerwerke, Klangfeuerwerke oder das traditionelle Scheibenschlagen.

### Sonnwendfeuer
Erst in den letzten Jahren aufgekommen und noch nicht in ganz Vorarlberg verbreitet ist das Sonnwendfeuer. Da auch bei diesem Fest ein Feuer abgebrannt wird, sehen viele Vorarlberger das Sonnwendfeuer als gleichbedeutend mit dem Funkenfeuer. Die überaus unterschiedliche Geschichte der beiden Feuer sowie die großen kulturellen Unterschiede sind dabei kaum jemandem bewusst. Während das Funkenfeuer auf einem sehr alten alemannischen Brauch beruht und noch heute viel mit Aberglaube zu tun hat, wurde das ursprünglich heidnische Sonnwendfeuer von der katholischen Kirche annektiert und zum Johannisfeuer umfunktioniert.

### Moa und Halloween

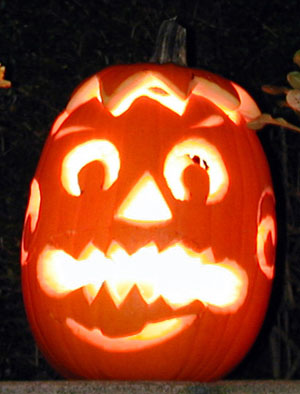
Ein Moo erinnert stark an einen Halloween-Kürbis

Eine regionale Besonderheit bildet in Vorarlberg der an Halloween erinnernde Brauch des Moas. Es ist dies ein Brauch, der vorwiegend von Kindern ausgeübt wird. Dabei wird von Anfang September bis etwa Ende Oktober mit einem geschnitzten Kürbisgesicht – dem so genannten Moo, der an ein Mondgesicht erinnern soll – von Haus zu Haus gegangen und mit einem Spruch, einem Lied oder einem Gedicht um etwas Süßes gebeten. Im Gegensatz zu Halloween wird hierbei aber keine Rache angedroht, sollte man nichts bekommen. Auch verkleiden sich die Kinder bei diesem Brauch nicht. Mittlerweile muss der Brauch allerdings immer öfter dem aus Amerika übernommenen Halloween Platz machen. Viele Vorarlberger stehen dieser Entwicklung skeptisch gegenüber, da sie eine Verdrängung des alten Brauchtums und eine zunehmende Gewalttätigkeit befürchten.

### Fest des Heiligen Nikolaus

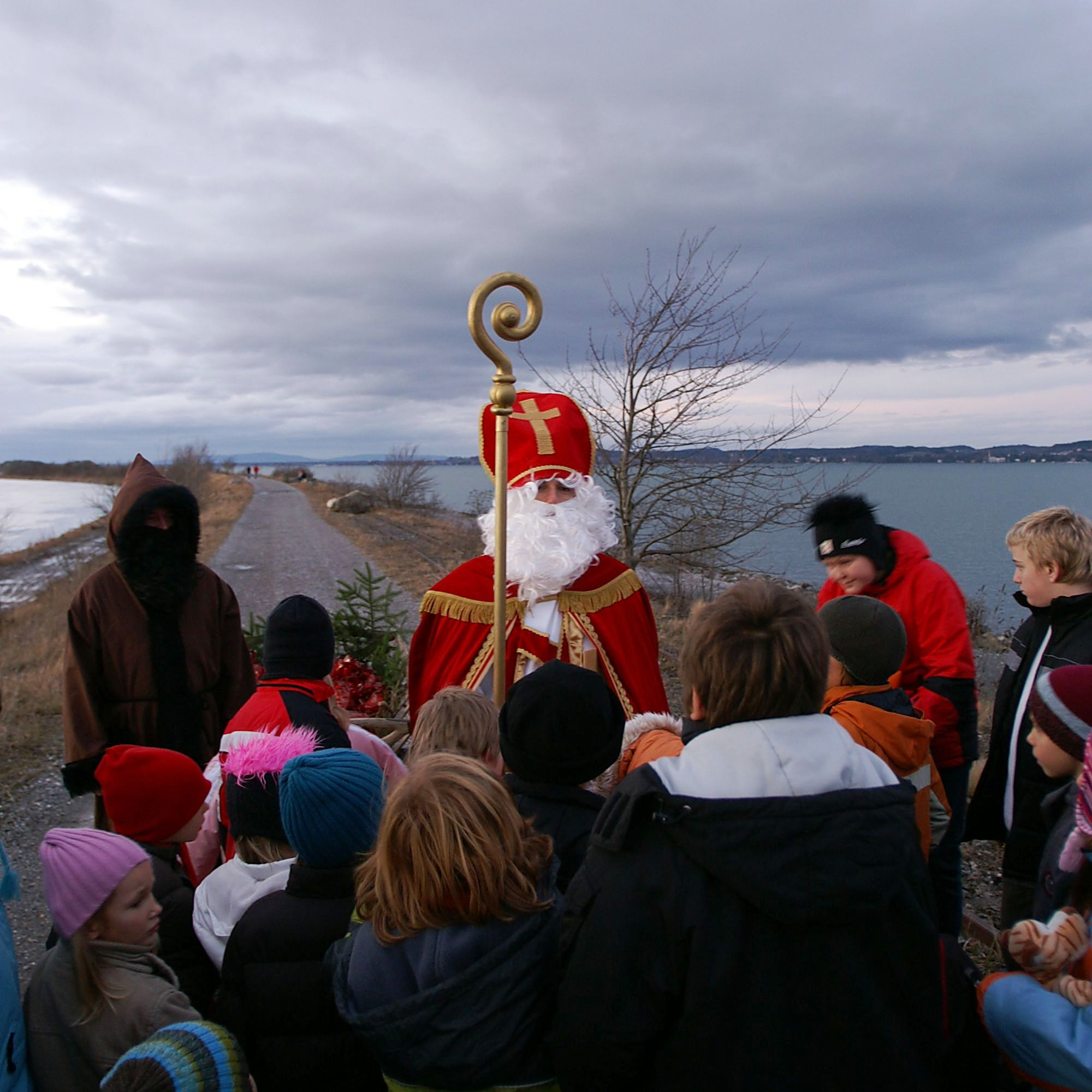
Nikolausfeier am Bodensee

Am 6. Dezember wird jedes Jahr das Fest des St. Nikolaus begangen. Dabei verkleiden sich in vielen Gemeinden Vorarlbergs Angehörige der kirchlichen Pfarren als Nikolaus und dessen Gehilfe Knecht Ruprecht, der auch Krampus genannt wird. Diese besuchen dann an den Abenden vor dem 6. Dezember und an diesem selbst die Haushalte ihres Pfarrsprengels. Dabei verlesen sie was die Kinder im vergangenen Jahr gut und weniger gut gemacht haben. Oft singen die Kinder noch Lieder für den Nikolaus oder tragen Gedichte vor, bevor sie mit einem Nikolaussack (meist gefüllt mit Süßigkeiten) beschenkt werden.

### Advent und Weihnachten
Weihnachten ist in Vorarlberg ein typisch katholisches Fest. Es unterscheidet sich kaum von den Bräuchen anderer katholischer Regionen. Vielfach wird in der Vorweihnachtszeit ein Adventskranz aus Tannenästen angefertigt, auf dem jeden Adventssonntag eine Kerze angezündet wird. Weihnachten selbst wird traditionell am Abend des 24. Dezembers mit der Bescherung (d. h. das gegenseitige Beschenken) gefeiert. Wie in beinahe allen katholischen Haushalten üblich wird auch in Vorarlberg ein Christbaum aufgestellt und geschmückt. Bei der Auswahl der Weihnachtsspeisen fällt auf, dass typisch für die Region Käsespeisen der Vorzug vor Fisch- und Fleischgerichten gegeben wird. Am Abend des 24. Dezember gehen viele Vorarlberger traditionell in die Christmette. Am 25. und 26. Dezember werden in vielen Familien Verwandte besucht oder eingeladen.

## Brauchtum im Lebenskreis
Die hier vorkommenden Feste und Bräuche sind all jene, die sich am Leben des betreffenden Vorarlbergers orientieren.

### Geburt
In Vorarlberg werden die meisten Kinder in Krankenhäusern unter hygienischen Bedingungen, teilweise sogar mit speziellen Gebärmethoden zur Welt gebracht. Geburten im eigenen Haus stellen mehr die Ausnahme als die Regel dar, es kommen daher sogar mehr Babys im Krankenwagen auf dem Weg zum Krankenhaus auf die Welt als im eigenen Zuhause.

### Taufe
Üblicherweise werden Kinder im katholisch dominierten Vorarlberg 1 bis 2 Monate nach ihrer Geburt in ihrer zukünftigen Heimatpfarre getauft. Als Taufpaten werden dabei oft bereits Verwandte oder sehr nahe Freunde ausgewählt. Diese Verbindung zum Taufpaten ist in Vorarlberg traditionell auch in fortschreitendem Alter immer sehr groß. Der männliche Taufpate wird in Vorarlberg als Götte bezeichnet, die weibliche Taufpatin als Gotta.

### Erstkommunion und Firmung
Der Termin der katholischen Erstkommunion und der Firmung ist verschieden von Pfarre zu Pfarre. Meistens kommen die Vorarlberger Kinder im Alter von 8 Jahren (in der 2. Klasse der Volksschule) zur Erstkommunion und mit 12 Jahren (in der 2. Klasse der Hauptschule) zur Firmung. In manchen Pfarren werden die Jugendlichen jedoch erst mit 16 oder gar 18 Jahren gefirmt. Im Normalfall findet die Erstkommunion am Weißen Sonntag, dem ersten Sonntag nach Ostern statt, die Firmung dagegen an Pfingsten. Der Vormund des Kindes bei der Kommunion ist der jeweilige Taufpate. Bei der Firmung wird vom Jugendlichen ein weiterer Pate, der sogenannte Firmpate (wiederum Firmgötte bzw. Firmgotta genannt), bestimmt. Üblicherweise wird das Fest der Heiligen Erstkommunion im Kreise der Familie und in weißer Kleidung (meistens eine weiße Kutte) gefeiert, bei der Firmung gibt es keine Kleidungsvorschriften.